# Richia perotensis
Richia perotensis là một loài bướm đêm trong họ Noctuidae.